# علی‌اکبر سعیدی سیرجانی

«آیندگان بدانند که در سرزمین بلاخیز ایران هم، بودند مردمی که [در برابر دیکتاتوری حکومت جمهوری اسلامی] دلیرانه از جان خود گذشتند و مردانه به استقبال مرگ رفتند». (علی‌اکبر سعیدی سیرجانی پیش از کشته شدن)

علی‌اکبر سعیدی سیرجانی (۲۰ آذر ۱۳۱۰ – ۶ آذر ۱۳۷۳) ادیب، پژوهشگر، نویسنده و فعالِ سیاسی ایرانی و از منتقدان نظام جمهوری اسلامی ایران و نظریۀ ولایت فقیه پس از انقلاب اسلامی بود.

## زندگی
علی‌اکبر سعیدی سیرجانی، ادیب، پژوهشگر و نویسندهٔ ایرانی در تاریخ ۲۰ آذرماه سال ۱۳۱۰ در سیرجان ،محله پشت بازار قدیم، زاده شد.او تنها فرزند خانواده بود.و مادرش از خاندان سادات سیرجان و پدرش از نوادگان میرزا سعید کلانتر، اولین پایه‌گذار شهر سیرجان درمحل فعلی‌اش است. وی پس از گذراندن دورهٔ دبستان در زادگاهش در سال ۱۳۲۷ برای ادامه تحصیل وارد دانشسرای مقدماتی کرمان شد. در سال ۱۳۳۰ برای تحصیل در رشتهٔ فلسفه به دانشگاه تهران رفت و همزمان با پایان‌یافتن تحصیل خود پدر را از دست داد. پس از چند سال آموزش در مناطق سیرجان و بم به تهران رفت و نخستین همکاری‌های خود را با محمد معین برای لغت نامه دهخدا آغاز کرد. وی از سال ۴۴ تا ۵۷ با بنیاد فرهنگ ایران همکاری و تدوین واژگان بخش حرف میم از لغت‌نامه را بر عهده داشت. وی با فرستادن مقالات فرهنگی در مجلاتی چون نگین و بامشاد به نقد حکومت وقت و جمهوری اسلامی می‌پرداخت. مجموعه مقالات او در کتاب‌هایی با عنوان‌ها شیخ صنعان، در آستین مرقع و ای کوتاه آستینان به چاپ رسید که دیرترها ممنوع شدند. کتاب‌های او در حکومت جمهوری اسلامی به جز چندی در شمار کتاب‌های ضاله (گمراه‌کننده) درآمده‌اند و چاپ-ممنوع به‌شمار می‌روند.
سعیدی سیرجانی پس از انقلاب اسلامی با انتقادهای خود از حکومت، مورد غضب حاکمان ایران شد و بیش از پیش، با نامه‌هایی که به علی خامنه‌ای می‌نوشت،  مورد غضب قرار گرفت، تا جایی که حکم ارتداد وی را در پی داشت؛ و سرانجام آنچنان‌که خود انتظار داشت توسط حکومت به‌طور مرموزی از بین رفت. در نامه نخست خود خطاب به علی خامنه‌ای نوشت:
«محضر مبارک حضرت آیت‌اله خامنه‌ای رهبرمعظم جمهوری اسلامی با عرض سلام و تقدیم احترام، سه ماه پیش عریضه‌ای به حضورتان فرستادم در شرح اختناق تحمل‌ناپذیر نامعقولی که مأموران وزارت ارشاد در کار نشر کتاب اعمال می‌فرمایند. چون تا امروز مأموران دفتر آن جناب نه وصول عریضه‌ام را اعلام فرموده‌اند و نه اثری از توجه به مسئله مشهود افتاده‌است و از طرفی یقین دارم اخلاق اسلامی و طبع هنرپرور جناب‌عالی والاتر از آن است که دادخواهی ستمدیده‌ای بی‌جواب مانده با این احتمال که شاید در رساندن نامه‌ام غفلت یا تغافلی رفته باشد مجدداً زحمت‌افزا می‌شوم…»
پس از این نامه خامنه‌ای پاسخی شگفت آمیز و پرخاشگرانه به وی می‌دهد. سیرجانی دوباره نامه‌ای به خامنه‌ای می‌نویسند:
«پیام عتاب‌آمیز جناب عالی را آقای صابری برایم خواند، و متأسف شدم، نه به علت این که مورد قهر آن مقام معظم قرار گرفته‌ام و به زودی امت همیشه در صحنه حزب‌الله حسابم را خواهند رسید که مرگ در راه دفاع از حق شهادت است و ما مرگ شهادت از خدا خواسته‌ایم. تاسف و تاثرم از پندارهای باطل خویش بود و امیدهای برباد رفته‌ام دربارهٔ سعه صدر جناب عالی و سرنوشتی که ملت ایران در دوران رهبری شما خواهند داشت. بگذریم از لحن توهین آمیز پیام که حتی قاصد را شرمنده کرده بود و از هر مسلمان با تقوایی بعید می‌نمود تا چه رسد به رهبر مسلمانان جهان. حیرتم از این است که جناب‌عالی به استناد کدامین سند و قرینه و امارت مرا مرتد قلمداد کردید و نامعتقد به اسلام. اگر مستند به نوشته‌های من است ای کاش موردش را مشخص می‌فرمودید، و اگر مبتنی بر واردات غیبی است و اشراف بر ضمایر که انا لله و انا الیه راجعون.»
خامنه‌ای در نامه خود سعیدی سیرجانی را مرتد و بی‌تقوا خطاب کرده بود که با پاسخ سیرجانی مواجه شد «جناب عالی به استناد کدامین سند، قرینه و امارت مرا برگشته قلمداد کردید و ناباور به اسلام… آدمیزاده‌ام، آزاده‌ام و دلیلش همین نامه که در حکم فرمان آتش است و نوشیدن جام شوکران. بگذارید آیندگان بدانند که در سرزمین بلاخیز ایران هم بودند مردمی که دلیرانه از جان خود گذشتند و مردانه به پیشباز مرگ رفتند».

## بازداشت
سعیدی سیرجانی چه در زمانی که در بیرون از ایران بود و چه پس از آن‌که به کشور بازگشت فعالیتش را با نوشتن نامه‌هایی سرگشاده به بالاترین مقامات جمهوری اسلامی و از جمله آیت‌الله علی خامنه‌ای شدت بخشید. وی در آن نامه‌ها افزون بر شرح سختی‌ها و فشارهایی که لایه روشنفکر ایران در درازای سال‌های پس از انقلاب اسلام بردوش کشیده بود، از رهبران جمهوری اسلامی می‌خواست تا رویه و دیدگاه خود را نسبت به منتقدین‌شان عوض کنند. آیت‌الله خامنه‌ای در پاسخ به نامه‌های سعیدی سیرجانی مطلبی را خطاب به وی نوشت و توسط کیومرث صابری فومنی (گل آقا) برای وی فرستاد. لحن شگفت‌انگیز پاسخ علی خامنه‌ای به گونه‌ای بود که به تعبیر سعیدی سیرجانی «قاصد را نیز شرمنده کرده‌بود». سعیدی سیرجانی در جواب این نامه نیز نامهٔ دیگری به علی خامنه‌ای می‌نویسد.
وی در ۲۳ اسفند ۱۳۷۲، بیرون از خانه‌اش توسط مأموران وزارت اطلاعات جمهوری اسلامی بازداشت شد و پس از نه ماه، بدون هیچ ملاقات یا خبری از محل زندانی بودنش، در ۴ آذرماه ۱۳۷۳ و در زندان کشته شد. با دستگیری سعیدی سیرجانی مقامات اطلاعاتی و امنیتی جمهوری اسلامی درآغاز با صدور اطلاعیه‌ای وی را متهم به «نگهداری و به کاربردن مواد مخدر و نیز همجنس‌بازی و لواط» کردند؛ و پس از آن اتهامات دیگر نیز چون جاسوسی و اقدام علیه امنیت ملی را به اتهامات وی افزودند
در سال ۱۳۷۳ خورشیدی، گروه کانون نویسندگان ایران در نامه‌ای با بیش از ۶۰ امضا به بازداشت علی‌اکبر سعیدی سیرجانی توسط وزارت اطلاعات جمهوری اسلامی، اعتراض و متن معروف «ما نویسنده‌ایم» را با ۱۳۴ امضا منتشر کرد.

## مرگ
اکبر گنجی دربارهٔ مرگ سیرجانی می‌گوید: "سعید امامی (اسلامی) در بین گروهی از افراد قابل اعتمادش توضیح داده بود که در زمان مدت بازداشت آقای سیرجانی ابتدا و -با برنامه‌ریزی قبلی- به وی یکی از خوراکی‌های مورد علاقه‌اش یعنی "ارده" داده شد و به دلیل آن که این ماده غذایی باعث قبض شدن معده و یبوست می‌گردد، سعیدی سیرجانی از مراقبین و بازجویانش طلب داروی مسهل می‌کند. سعید امامی (اسلامی) توضیح داده بود که به جای شیاف مُلیّن به سعیدی سیرجانی "شیافی ساخته شده از پتاسیم" داده شد، تا به عنوان پیشنهاد پزشک از آن استفاده کند. پتاسیم به سادگی می‌تواند قلب انسان را از کار بیندازد. پس از مرگ سعیدی سیرجانی علت مرگ وی را حمله قلبی عنوان نمودند." به گفتهٔ امیرفرشاد ابراهیمی، سیرجانی توسط سعید امامی شکنجه شده و به قتل رسیده‌است. سعیدی سیرجانی در بهشت زهرا (قطعه: ۷۱ ردیف:۱۳۳ شماره:۸۶) به خاک سپرده شده‌است.
هاشمی رفسنجانی در خاطرات خود می‌نویسد: «آقای محمد یزدی رئیس قوه قضاییه، گزارش پزشکی قانونی در مورد مرگ آقای سعیدی سیرجانی در زندان را گفت که مرگ طبیعی بوده»
پس از آزادی نسبی که در دوران اصلاحات پیش‌آمد، غلامحسین میرزاصالح و عزت‌الله سحابی و نیز سایر کسانی که در برنامه هویت فیلم‌های اعترافات آن‌ها پخش شده‌بود، فرصتی یافتند تا فاش کنند که چگونه در درازنای بازداشت‌شان و زیر چه فشارهای جسمی و روحی مجبور به اقرار و سخن گفتن علیه خود شده‌بودند. بسیاری از کسانی که در بازداشت‌گاه‌های وزارت اطلاعات آغاز به سخن علیه خود و اعتقادات خود می‌شدند، امیدوار بودند که به این ترتیب از دست بازجویانی که اختیار جان و مرگ متهمان‌شان را در دست داشتند رهایی یابند. تقریباً همه کسانی که فیلم، صدا و نوشته‌های خود-زنی-شان در برنامه هویت پخش شد، آزاد شدند؛ اما گروه سعید امامی در زندان با استفاده از کپسول پتاسیم باعث سکته قلبی و مرگ علی اکبر سعیدی سیرجانی شدند.
او پیش از دستگیری و شکنجه شدنش در آخرین نامهٔ تند و صریحش خطاب به رهبر جمهوری اسلامی، سید علی خامنه‌ای، در پایانِ نامه می‌نویسد:
آدمیزاده‌ام، آزاده‌ام، و دلیلش همین نامه، که در حکم فرمان آتش است و نوشیدن جام شوکران. بگذارید آیندگان بدانند که در سرزمین بلاخیز ایران، هم بودند مردمی که دلیرانه از جان خود گذشتند و مردانه به پیشباز مرگ رفتند.
با ادای احترام-سعیدی سیرجانی

## فیلم اعترافات و برنامه هویت
صدا و سیمای جمهوری اسلامی سال ۱۳۷۵ رشته برنامه‌هایی با عنوان «هویت» در یورش به روشنفکران و نویسندگان از شبکه یک سیما پخش کرد. در این برنامه‌ها از اعترافات تلویزیونی که از سعیدی سیرجانی، عزت‌الله سحابی، غلامحسین میرزاصالح پخش و تحلیل‌های مورد نظر مقامات دولتی لابلای آن گنجانده می‌شد، گفته شد که این برنامه فرآورده مشترک صدا-سیمای جمهوری اسلامی و سعید امامی و حسین شریعتمداری (نماینده ولی فقیه و مدیر روزنامه کیهان) بوده‌است. پس از رویداد قتل‌های زنجیره‌ای و افشای کارهای وزارت اطلاعات این برنامه دوباره مورد توجه قرار گرفت. عزت‌الله سحابی فیلم‌های گرفته شده را پس از ماه‌ها حبس و شکنجه خود و سایر زندانیان می‌داند. سعیدی سیرجانی در بخشی از این فیلم‌ها رندانه به شکنجه خود اشاره می‌کند: 
«آنچه که باعث شد من امشب از خودم خواهش کنم که بیایند این برنامه را ضبط کنند صحبتی است که از دو روز پیش شروع شده ولی شاید ده دقیقه قبل یک تلنگر سفتی به روح من خورد. می‌خواستم این صحبت را بکنم که این چیزهایی که در طول این مدت من نوشتم، همه رگه‌هایی از لجبازی شدید دارد و شدیداً پشیمانم از این کار.»
احسان یارشاطر بیان داشت که سعیدی سیرجانی همچون احمد تفضلی به دلیل همکاری با بنیاد دانشنامه ایرانیکا (به سرویراستاری احسان یارشاطر) توسط مسئولان جمهوری اسلامی ترور شد.

## آثار

### کتاب‌ها
- سوز و ساز (۱۳۳۰)
- آخرین شراره‌ها (۱۳۳۲)
- افسانه‌ها (۱۳۴۲)
- خاکستر (۱۳۴۲)
- زیر خاکستر (۱۳۴۵)
- آشوب یادها (۱۳۵۶)
- شیخ صنعان (۱۳۵۸)
- در آستین مرقع (۱۳۶۳)
- ای کوته‌آستینان (۱۳۶۷)
- سیمای دو زن (۱۳۶۷)
- ضحاکِ ماردوش (۱۳۶۴)
- ته بساط (۱۳۶۹)
- بیچاره اسفندیار (۱۳۶۹)
- قافله‌سالارِ سخن خانلری (۱۳۷۰)
- شهسوار عرصهٔ آزادگی (۱۳۷۳) (که به چاپ نرسیده و گویا در بایگانی وزارت اطلاعات است)
- افکار عطار (چاپ؟)
- شوخی شعرا (چاپ؟)

### ترجمه‌ها
- دو قربانی دیگر (۱۳۳۳)
- آن روزها (۱۳۳۵)
- بیخ غم (چاپ؟)

### تصحیحات و گردآوری
- شیرین‌سخنانِ گمنام (۱۳۲۸)
- بدایع الوقایع (نوشتهٔ واصفی هروی) (۱۳۴۹)
- تاریخ بیداری ایرانیان (نوشتهٔ ناظم الاسلام کرمانی) (۱۳۴۹)
- واژه نامک (تنظیم و نشر یادداشت‌های عبدالحسین نوشین) (۱۳۵۲)
- یادداشت‌ها (نوشتهٔ صدرالدین عینی) (۱۳۶۳)
- تفسیر سورآبادی (چاپ ۱۳۸۱)

### دیگر آثار
علاوه بر کتاب‌های فوق، سعیدی سیرجانی برخی از منابع غنی تاریخی و ادبی ایران را نیز شناسایی کرده و به همگان معرفی نموده‌است. از جمله می‌توان به ویرایش و انتشار کتاب ذخیرهٔ خوارزمشاهی اثر اسماعیل گرگانی مربوط به سده ۶ قمری اشاره کرد. بزرگ‌ترین خدمتی که علی‌اکبر سعیدی سیرجانی به تاریخ ایران کرد گردآوری و انتشار کتاب تاریخ بیداری ایرانیان به قلم ناظم‌الاسلام کرمانی بود. این کتاب در واقع بیان تاریخ مشروطه از زبان کسی بود که به دلیل حضور شخصی و مؤثرش در انقلاب مشروطه اظهاراتش می‌توانست به عنوان اسناد آن تاریخ مورد استفاده مورخان و پژوهشگران قرار گیرد.
«وقایع اتفاقیه» نام یکی دیگر از کتاب‌های اوست که در واقع مجموعه‌ای از یادداشت‌هایی است که یکی از عاملین و مخبرین اطلاعاتی انگلستان در سال‌های آخر پیش از مشروطه از رویدادها و اوضاع و احوال مملکت و حکومت فارس (استان فارس کنونی) و به‌ویژه تحولات سیاسی و مذهبی در شیراز نوشته و برای سفارت انگلستان در تهران ارسال می‌کرده‌است.
سعیدی سیرجانی مقالات فراوانی را نیز در روزنامه‌ها و مجلات ایران در سال‌های پیش و پس از انقلاب نوشته‌است، که تاکنون گردآوری و منتشر نشده‌اند. یکی از ویژگی‌های بی‌نظیر سعیدی سیرجانی احاطه هم‌زمانش بر چند موضوع جداگانه و از جمله ادبیات فارسی، عرفان و نیز تاریخ ایران بود و در هر سه زمینه به‌عنوان فردی خبره و کارشناس مطلب می‌نوشت.

### شیوهٔ نگارش
لحن و نوع بیان سعیدی سیرجانی متأثر از روحیهٔ مردمان زادگاهش گرم و صمیمانه بود. نوشته‌های او گاه در میان طنز و جدیت و خشم و شادی و اندوه سیال‌اند. این حافظشناس و استاد ادبیات، از معدود نویسندگانی است که نثر دوپهلو و روانش، هم به مذاق اهل ادب خوش می‌نشیند و هم خوانندگان عادی به دور از پیچیدگی‌های استعارات و صنایع ادبی از آن لذت می‌بردند.
از ویژگی‌های نثر وی آوردن امثال و کنایات و سخنان بزرگان در لابلای جملات و به‌صورت متعادل است. آنچه خوانندگان ــ بالاخص خوانندگان عادی ــ را علاقه‌مند به نوشته‌هایش می‌کند، پرهیز از ریا و تزویر و التزام به اخلاق و آزادگی و انسانیت در جای‌جای نوشته‌هایش دیده می‌شود.